# Pedro Rodrigues
Pedro Filipe Figueiredo Rodrigues, noto semplicemente come Pedro Rodrigues o Pêpê (Sátão, 20 maggio 1997), è un calciatore portoghese, centrocampista del Pafos.

## Caratteristiche tecniche
È un centrocampista difensivo.

## Carriera

### Club
Cresciuto nelle giovanili del Benfica, ha esordito diciottenne con la seconda squadra il 26 agosto 2015 nel match di LigaPro vinto 1-0 contro l'Oliveirense. Segna il suo primo gol con la maglia del Benfica il 13 febbraio 2016 in un pareggio per 2-2 contro l'Académico de Viseu.
Il campionato successivo le gioca praticamente tutte, 38 partite su 42, e segna 4 gol, tutti su calcio di rigore, aiutando la squadra a classificarsi quarta.
Il 21 agosto 2017 si trasferisce in prestito all'Estoril Praia. Fa il suo esordio con la nuova maglia, e in massima divisione portoghese, sei giorni dopo, nella sconfitta in trasferta contro lo Sporting Lisbona per 2-1. Il 1º di settembre fa il suo esordio anche in Taça da Liga, nella sconfitta per 1-0 in casa del Marítimo. Il 30 gennaio 2018 Rodrigues segna il suo primo gol in Primeira Liga, aiutando la propria squadra a battere per 3-0 il Tondela con un gran tiro da fuori area. Al termine della stagione la squadra non riesce ad evitare la retrocessione e ritorna in Segunda Liga dopo sei anni di massima serie.
All'inizio della stagione 2018-19 Rodrigues viene ceduto nuovamente in prestito, questa volta al Vitória Guimarães. La squadra si piazza 6ª in campionato, qualificandosi ai turni preliminari di Europa League.
Al termine della stagione, rimasto svincolato, firma col club un contratto di 5 anni. Il 25 luglio 2019 Pêpê fa il suo esordio in campo internazionale nell'andata del secondo turno preliminare di Europa League, dove il Vitória sconfigge per 1-0 il Jeunesse Esch in trasferta. Segna il suo primo gol nelle competizioni europee per club l'8 agosto, nell'andata del 3º turno preliminare di Europa League, dove il Vitória sconfigge per 3-0 il Ventspils in trasferta. Si ripete nella partita di ritorno in Portogallo, finita 6-0.

### Nazionale
Nel 2017 ha partecipato con la nazionale Under-20 portoghese al Mondiale di categoria.

## Statistiche

### Presenze e reti nei club
Statistiche aggiornate al 3 gennaio 2019.
| Stagione                 | Squadra                  | Campionato               | Campionato | Campionato | Coppe nazionali | Coppe nazionali | Coppe nazionali | Coppe continentali | Coppe continentali | Coppe continentali | Altre coppe | Altre coppe | Altre coppe | Totale | Totale |
| Stagione                 | Squadra                  | Comp                     | Pres       | Reti       | Comp            | Pres            | Reti            | Comp               | Pres               | Reti               | Comp        | Pres        | Reti        | Pres   | Reti   |
| ------------------------ | ------------------------ | ------------------------ | ---------- | ---------- | --------------- | --------------- | --------------- | ------------------ | ------------------ | ------------------ | ----------- | ----------- | ----------- | ------ | ------ |
| 2015-2016                | Benfica B                | SL                       | 15         | 2          |                 | -               | -               |                    | -                  | -                  |             | -           | -           | 15     | 2      |
| 2016-2017                | Benfica B                | SL                       | 38         | 4          |                 | -               | -               |                    | -                  | -                  |             | -           | -           | 38     | 4      |
| Totale Vitoria Benfica B | Totale Vitoria Benfica B | Totale Vitoria Benfica B | 53         | 6          |                 | -               | -               |                    | -                  | -                  |             | -           | -           | 53     | 6      |
| 2017-2018                | Estoril Praia            | PL                       | 22         | 1          | CP+CdL          | 0+1             | 0               | -                  | -                  | -                  | -           | -           | -           | 23     | 1      |
| 2018-2019                | Vitória Guimarães        | PL                       | 18         | 0          | CP+CdL          | 2+0             | 0               | -                  | -                  | -                  | -           | -           | -           | 20     | 0      |
| 2018-2019                | Vitória Guimarães        | PL                       | 25         | 3          | CP+CdL          | 1+4             | 0               | UEL                | 10                 | 2                  | -           | -           | -           | 40     | 5      |
| Totale Vitoria Guimaraes | Totale Vitoria Guimaraes | Totale Vitoria Guimaraes | 43         | 3          |                 | 7               | 0               |                    | 10                 | 2                  |             | -           | -           | 60     | 5      |
| Totale carriera          | Totale carriera          | Totale carriera          | 118        | 10         |                 | 8               | 0               |                    | 10                 | 2                  |             | -           | -           | 136    | 12     |

## Palmarès

### Club

#### Competizioni nazionali
- Campionato cipriota: 1

Pafos: 2024-2025
- Coppa di Cipro: 1

Pafos: 2023-2024